# スピニングチョーク
スピニング・チョーク (Spinning Choke) は、格闘技における絞め技の一つであり腕で絞める三角絞のような裸絞。英名はアナコンダ・チョーク (Anaconda Choke)。アーム・トライアングル・チョークの一種である。

## 概要
左腕を相手の首横から廻して相手の左腋の下を通して右肘裏を左手で掴んで「フィギュア4」の形で肩三角グリップに取り、右横転しながら絞めあげる。絞めの輪の中に相手の腕を一本入れるため、技の原理としては三角絞と同じである。「フィギュア4」の形で肩三角グリップにとるのはダースチョークと共通してるが腕の組み方は左右逆である。この技は相手の肩と首を前方から巻き込む必要があるため、ある程度の腕の長さが必要となる。また、チョーク・スリーパーとは異なり、肩固め同様極まってから徐々に意識を失わせる技であるため、相手がタップするまでに若干の時間を必要とする。アーム・トライアングル・チョークの一種であるのでブラジリアン柔術では国際ブラジリアン柔術連盟、国際柔術連盟ともにティーン (U16) 以下では禁止技である。

## 補足
2004年のPRIDEヘビー級GPにおいて、アントニオ・ホドリゴ・ノゲイラが、1回戦で横井宏考、2回戦でヒース・ヒーリングに2試合連続で、この技を極め勝利したことで脚光を浴び、その後は数多くのプロの総合格闘技の試合で使用される様になった。
ノゲイラは、どちらの試合も、相手のタックルを切って、がぶった状態から技を仕掛けた。
なお、この技を最初に考案したのは、ホアン・ジュカオン・カルネイロであり、ジュカオンがホジェリオに教えた後に、ホジェリオからホドリゴへ伝わったとされる。
「スピニングチョーク」と呼ばれる絞め技は他にも返絞、ねずみとり、俵絞などがある。

## 参考資料
- 『VALE TUDO ノゲイラ最強への道』（DINO BOX、東京漫画社）ISBN 978-4902671513
- 『跳関十段 青木真也』（QUEST）